# 平濑骗梭螺
平濑骗梭螺（学名：Phenacovolva hirasei）为梭螺科骗梭螺属的动物。分布于日本、菲律宾以及中国大陆的台湾附近海域等地，属于暖海产。其主要栖息于在菲律宾棉兰老岛以南、水深310m海底。该物种的模式产地在日本土佐湾。